# Walram van Gulik (graaf)
Walram, graaf van Gulik (1240/1245 – slag bij Bulskamp, 20 augustus 1297) was de tweede zoon van Willem IV, graaf van Gulik, en Richardis van Gelre, dochter van Gerard III, graaf van Gelre.

## Leven
Vanaf 1273 was Walram domproost van het Mariamunster in Aken. Ook was hij proost in Keulen. Zijn broer Otto van Gulik was proost van het kapittel van Sint-Servaas in Maastricht.
In 1278 gaf hij die posities (of ten laatste in 1279/1280) op en volgde zijn vader Willem IV en oudere broer Willem V van Gulik op, die tegelijkertijd waren omgekomen in Aken. Ze waren gedood door de burgerij van die stad, in de Jacobstraat, vóór het Wittevrouwenklooster, toen zij probeerden belastinggeld te innen voor koning Rudolf I.
Walram was een hevig tegenstander van Siegfried van Westerburg, aartsbisschop van Keulen, en een aanhanger van de hertog van Brabant, Jan I van Brabant, tijdens de Limburgse Successieoorlog. In de slag bij Woeringen (1288) nam hij aartsbisschop Siegfried gevangen, die hem in staat stelde om de overhand te krijgen over de aartsbisschop. Hij verwierf onder andere Zülpich en wist zijn andere lenen veilig te stellen.
Walram werd op 20 augustus 1297 gedood in de Slag bij Bulskamp, vechtend aan de zijde van Gwijde, graaf van Vlaanderen, tegen de Fransen. Zijn broer Gerard V van Gulik volgde hem op.

## Familie en kinderen
In 1296 trouwde Walram met Maria van Brabant-Aarschot (ca. 1278 – 25 februari 1332), dochter van Godfried van Brabant en Johanna, vrouwe van Vierzon. Maria was de erfgename van zowel Aarschot als Vierzon. Walram overleed een jaar na hun huwelijk en zijn broer Gerard volgde hem op als graaf van Gulik. Marie hertrouwde in 1323 met Robert van Beaumont en bij haar dood ging Vierzon naar haar zus Elisabeth, die was getrouwd met Walrams broer Gerard. Walram en Maria hadden één zoon:
1. Willem (1297/1298 – 31 oktober 1311), kanunnik van St. Maria in Aken

## Referentie
- Dit artikel of een eerdere versie ervan is een (gedeeltelijke) vertaling van het artikel Walram, count of Jülich op de Engelstalige Wikipedia, dat onder de licentie Creative Commons Naamsvermelding/Gelijk delen valt. Zie de bewerkingsgeschiedenis aldaar.

## Voorouders
| Voorouders van Walram V van Gulik | Voorouders van Walram V van Gulik                                       | Voorouders van Walram V van Gulik                                       | Voorouders van Walram V van Gulik                                       | Voorouders van Walram V van Gulik                                       | Voorouders van Walram V van Gulik                                          | Voorouders van Walram V van Gulik                                          | Voorouders van Walram V van Gulik                                          | Voorouders van Walram V van Gulik                                          |
| --------------------------------- | ----------------------------------------------------------------------- | ----------------------------------------------------------------------- | ----------------------------------------------------------------------- | ----------------------------------------------------------------------- | -------------------------------------------------------------------------- | -------------------------------------------------------------------------- | -------------------------------------------------------------------------- | -------------------------------------------------------------------------- |
| Overgrootouders                   | Everhard van Hengenbach (-) ∞ Judith van Gulik (-)                      | Everhard van Hengenbach (-) ∞ Judith van Gulik (-)                      | Walram III van Limburg (1180-1226) ∞ Cunegonde van Lotharingen (-1214)  | Walram III van Limburg (1180-1226) ∞ Cunegonde van Lotharingen (-1214)  | Otto I van Gelre (1150-1207) ∞ Richarda van Beieren (1173–1231)            | Otto I van Gelre (1150-1207) ∞ Richarda van Beieren (1173–1231)            | Hendrik I van Brabant (1160-1235) ∞ Mathilde van Boulogne (1161-1210)      | Hendrik I van Brabant (1160-1235) ∞ Mathilde van Boulogne (1161-1210)      |
| Grootouders                       | Willem III van Gulik (-1218) ∞ 1224 Mathilde van Limburg (-)            | Willem III van Gulik (-1218) ∞ 1224 Mathilde van Limburg (-)            | Willem III van Gulik (-1218) ∞ 1224 Mathilde van Limburg (-)            | Willem III van Gulik (-1218) ∞ 1224 Mathilde van Limburg (-)            | Gerard III van Gelre (1185-1229) ∞ 1228 Margaretha van Brabant (1190-1231) | Gerard III van Gelre (1185-1229) ∞ 1228 Margaretha van Brabant (1190-1231) | Gerard III van Gelre (1185-1229) ∞ 1228 Margaretha van Brabant (1190-1231) | Gerard III van Gelre (1185-1229) ∞ 1228 Margaretha van Brabant (1190-1231) |
| Ouders                            | Willem IV van Gulik (1210–1278) ∞ 1247 Margaretha van Gelre (1235-1266) | Willem IV van Gulik (1210–1278) ∞ 1247 Margaretha van Gelre (1235-1266) | Willem IV van Gulik (1210–1278) ∞ 1247 Margaretha van Gelre (1235-1266) | Willem IV van Gulik (1210–1278) ∞ 1247 Margaretha van Gelre (1235-1266) | Willem IV van Gulik (1210–1278) ∞ 1247 Margaretha van Gelre (1235-1266)    | Willem IV van Gulik (1210–1278) ∞ 1247 Margaretha van Gelre (1235-1266)    | Willem IV van Gulik (1210–1278) ∞ 1247 Margaretha van Gelre (1235-1266)    | Willem IV van Gulik (1210–1278) ∞ 1247 Margaretha van Gelre (1235-1266)    |
| Walram van Gulik (-1297)          |                                                                         |                                                                         |                                                                         |                                                                         |                                                                            |                                                                            |                                                                            |                                                                            |